# Woodman (condado de Grant, Wisconsin)
Woodman es un pueblo ubicado en el condado de Grant en el estado estadounidense de Wisconsin. En el Censo de 2010 tenía una población de 185 habitantes y una densidad poblacional de 2,61 personas por km².

## Geografía
Woodman se encuentra ubicado en las coordenadas 43°2′45″N 90°49′14″O / 43.04583, -90.82056. Según la Oficina del Censo de los Estados Unidos, Woodman tiene una superficie total de 70.8 km², de la cual 69.07 km² corresponden a tierra firme y (2.44%) 1.73 km² es agua.

## Demografía
Según el censo de 2010, había 185 personas residiendo en Woodman. La densidad de población era de 2,61 hab./km². De los 185 habitantes, Woodman estaba compuesto por el 98.38% blancos, el 0% eran afroamericanos, el 0% eran amerindios, el 0% eran asiáticos, el 0% eran isleños del Pacífico, el 0% eran de otras razas y el 1.62% pertenecían a dos o más razas. Del total de la población el 0.54% eran hispanos o latinos de cualquier raza.